# ألونسوة رباعية
{{صندوق معلومات كائن
| الاسم =  ألونسوة رباعية الورق
| حالة الحفظ =  لا
| الصورة = 
| عرض الصورة = 
| التعليق = 
| النطاق =  حقيقيات النوى
| المملكة =  نباتات
| subregnum =  نباتات جنينية
| unranked_superphylum = نباتات وعائية
| الشعبة =  حقيقيات الأوراق
| الشعيبة =  بذريات
| الطائفة =  وردانية (نبات)
| unranked_subclassis =  نجميانيات
| unranked_superordo = لاميونونات
| الرتبة =  شفويات
| الفصيلة =  غدبية
| القبيلة =  قرينات نصفية الأجزاء
| الجنس =  ألونسوة
| النوع =  ألونسوة رباعية الورق
| الاسم العلمي =  Alonsoa quadrifolia
| واضع الاسم =  [[G.دون (توضيح)]]
| عام وضع الاسم =  1837
| ماهية التقسيم = 
| التقسيم = 
| خريطة الانتشار = 
| عرض خريطة الانتشار = 
| تعليق خريطة الانتشار = 
}}
ألونسوة رباعية الورق (الاسم العلمي: Alonsoa quadrifolia) هي نوع من القوارض تتبع جنس الألونسوة من الفصيلة الغدبية.